# Vous que j'adore
Pour plus de détails, voir Fiche technique et Distribution.
Vous que j'adore (Rubacuori) est un film italien réalisé par Guido Brignone, sorti en 1931.

## Fiche technique
- Titre original : Rubacuori
- Titre français : Vous que j'adore
- Réalisation : Guido Brignone
- Scénario : Gino Rocca, Dino Falconi et Gino Mazzucchi
- Photographie : Ubaldo Arata
- Pays de production : Royaume d'Italie
- Date de sortie : 1931

## Distribution
- Armando Falconi : Giovanni Marchi
- Tina Lattanzi : la signora Marchi, femme de Giovanni
- Ada Dondini : la signora Marchi, mère de Giovanni
- Mary Kid : Ilka Bender
- Grazia del Rio : Dolly
- Vasco Creti : l'entraîneur
- Mercedes Brignone : Giulietta Dupré
- Alfredo Martinelli : le complice de Dolly
- Guido Celano : un client
- Giorgio Bianchi : le commissaire